# Список Председателей Верховного Суда КазССР и Казахстана
Список Председателей Верховного Суда КазССР, Казахстана и отделении Верховного суда РСФСР. Список в хронологическом порядке. В скобках указаны годы нахождения в должности.

## Председатели Казахского отделения Верховного Суда РСФСР
1. Нурмаков, Нигмет Нурмакович (октябрь 1921 — апрель 1923)
2. Мукашев, Тлеужан Мукашевич (март 1924 — июнь 1925)
3. Атаниязов, Мурзагул (май 1925 — март 1927)
4. Бекбатыров, Сермухамед Бекбатырович (март 1927)

## Председатель Верховного суда Казахской АССР
1. Сыргабеков, Нигматулла Сыргабекович (май 1929 — ноябрь 1929)
2. Арыкова, Нагима Идрисовна (1929—1930)
3. Джунусов, Гумар Сейдалиевич (июль 1931—1932)
4. Кулетов, Казмухамед Карибаевич (июль 1932—1934)
5. Бектурганов, Шаймерден Бейсенбаевич (май 1934—1937)

## Председатель Верховного суда Казахской ССР
1. Бектурганов, Шаймерден Бейсенбаевич (май 1934—1937) kk:Шәймерден Бейсенбайұлы Бектұрғанов
2. Кускельдиев, Абдрахман Есалиевич (декабрь 1937 — август 1938)
3. Громов, Пётр Иванович (август 1938 — апрель 1939)
4. Кожабергенов, Темиргалий (апрель 1939 — май 1941)
5. Нурбаев, Мырзакадыр (1941—1942)
6. Адильбаев, Танирберген (апрель 1943 — октябрь 1945)
7. Адамбаев, Омадьяр Байджанович (1946)
8. Биекенов, Абидулла Умбетжанович (с 24 мая 1946)
9. Досанов, Абдрахман (август 1946 — август 1958)
10. Нурушев, Амир (1958—1959)
11. Сулейменов, Кунтуар Алибаевич (1958—1962) kk:Күнтуар Әлібайұлы Сүлейменов
12. Джусупов, Бекайдар (июнь 1962 — сентябрь 1970)
13. Мынбаев, Каир Ерденбаевич (ноябрь 1970 — май 1981) kk:Қайыр Ерденбайұлы Мыңбаев
14. Елемисов, Галим Бажимович (июнь 1981 — январь 1984)
15. Айтмухаметов, Тамас Калмухаметович (1984—1993)

## Председатель Верховного суда Казахстана
1. Айтмухаметов, Тамас Калмухаметович (1984—1993)
2. Малахов, Михаил Фёдорович (декабрь 1993—1996)
3. Нарикбаев, Максут Султанович (1996—2000)
4. Мамиев, Кайрат Абдразакович (сентябрь 2000 — апрель 2009)
5. Алимбеков, Мусабек Тургынбекович (2009—2011)
6. Бекназаров, Бектас Абдыханович (2011—2013)
7. Мамиев, Кайрат Абдразакович (2013—2017)
8. Асанов, Жакип Кажманович (2017—2022)[1][2]
9. Мергалиев, Асламбек Амангельдинович (с 2022 года)